# Neolecta
Neolecta és un gènere de fongs ascomicots de la subdivisió Taphrinomycotina, l'únic de la família Neolectaceae, de l'ordre Neolectales i de la classe Neolectomycetes.
Ttenen cossos fructífers amb forma de bastons de colors groc o taronja que fan fins a 7 cm d'alt.
Neolecta es troba a Àsia, Amèrica del Nord, Nord d'Europa i Argentina. Vien associats amb arbres i N. vitellina, creix sobre les arreletes del seu hoste, però no se sap si els fong és paràsit, sapròfit o mutualístic. Es diu que és comestible.
Neolecta no tenen parents propers.